# CVV Zwervers
CVV Zwervers is een Nederlandse amateurvoetbalclub uit het Zuid-Hollandse Capelle aan den IJssel, opgericht in 1930.
De voetbalvereniging is de grootste binnen de gemeente, telt circa 920 spelende leden en bestaat uit ongeveer 60 teams. CVV Zwervers heeft seniorenteams op zowel de zaterdag als de zondag, veel jeugdteams met zowel gemengde teams als echte jongens- en meidenteams en, sinds 2005, een gehandicaptenteam (G-team). De club speelt op Sportpark Couwenhoek: een sportcomplex met een clubgebouw en vier velden met verlichting, waarvan drie kunstgrasvelden. Op het wedstrijdshirt van alle spelers staat sinds 2017 het logo van het goede doel Vrienden van het Sophia (kinderziekenhuis).
Het standaardelftal maakte in 2022 de overstap van het zondag- naar het zaterdagvoetbal en komt uit in de Eerste klasse. In het seizoen 2022-2023 is CVV Zwervers na een geweldige seizoenstart gedegradeerd naar de 2e klasse. Ambitie is om minimaal op tweede klasse niveau te blijven voetballen. Sinds de zomer van 2024 staat het eerste elftal onder leiding van Marco Jalink. Het motto van CVV Zwervers is sportief en met plezier presteren.
Sinds september 2023 heeft CVV Zwervers een samenwerkingsovereenkomst met Sparta Rotterdam, een overeenkomst die werd aangegaan tot medio 2025.

## Overzichtslijsten

### Competitieresultaten 2023–heden (zaterdag)
| 12 1B |

| 8 2F |

| 11 2C |

### Competitieresultaten 1898–2022 (zondag)
| 8 4E |

| 6 4F |

| 8 4D |

| 9 4I |

| 3 P |

| 6 4H |

| 4 4J |

| 3 4H |

| 1 4H |

|  |

| 10 4J |

| 9 4L |

|  |

| 3 4I |

| 6 4G |

| 8 4I |

| 12 4F |

|  |

|  |

|  |

| 7 4G |

| 3 4H |

| 5 4F |

| 4 4F |

| 11 4F |

| 5 4H |

| 11 4D |

| 4 4E |

| 2 4E |

| 1 4F |

| 6 3C |

| 7 3C |

| 7 3C |

| 3 3C |

| 2 3C |

| 3 3C |

| 4 3D |

| 9 3D |

| 4 3C |

| 7 3C |

| 12 3C |

| 1 4E |

| 5 3D |

| 3 3D |

| 2 3D |

| 1 3C |

|  |

|  |

| 3 3D |

| 6 3D |

| 8 3D |

| 6 3C |

| 3 3B |

| 6 3D |

| 4 3D |

| 5 3D |

| 9 3D |

| 7 3D |

| 3 3D |

| 4 2D |

| 8 2D |

| 1 2D |

| 8 1B |

| 9 1B |

| 6 1B |

| 14 1B |

| 6 2D |

| 11 1B |

| 14* 1B |

| 2* 1B |

| 11 1B |

- = Dit seizoen werd stopgezet vanwege de uitbraak van het coronavirus. Er werd voor dit seizoen geen officiële eindstand vastgesteld.

| Eerste klasse | Tweede klasse | Derde klasse | Vierde klasse | Noodcompetitie |

In elke staaf van de grafiek staat van boven naar beneden vermeld: 
- Eindnotering

Dit is de positie die de club heeft bereikt in de competitie, zonder eventuele beslissings-, play-off- of nacompetitiewedstrijden die nodig zijn geweest om bijvoorbeeld de kampioen van de competitie te bepalen.
Indien een * achter het getal staat is de notering een tussenstand en kan het zijn dat de notering niet overeenkomt met de uiteindelijke eindstand van de competitie.
Staat er een - dan is het seizoen nog bezig en is er geen definitieve uitslag bekend.
Staat er xx op de positie van de notering, dan heeft de club vroegtijdig de competitie verlaten. Dit kan onder andere komen door terugtrekking van het team, faillissement van de club of door een uitgedeelde straf van de KNVB. In veel gevallen staat elders in het artikel de reden vermeld.
Staat er een ? dan is het resultaat uit het verleden onbekend, en is alleen de competitie of het niveau bekend van dat seizoen.
In de seizoenen 2019/20 en 2020/21 werd wegens de coronacrisis het amateurvoetbal afgebroken. Daardoor kennen deze staven geen eindklassering (middels -- weergegeven).
- Competitieniveau en afdelingsletter of Officiële eindstand Eredivisie
  - Competitieniveau en afdelingsletter

Hierbij geeft het getal het niveau weer, dat ook terug te vinden is in de legenda. De letter is de afdelingsaanduiding en wordt gebruikt wanneer er meer afdelingen zijn op hetzelfde niveau. De afdelingsletter is altijd een hoofdletter en wordt meestal zonder nummer gebruikt.
Voorbeeld: 2F is niveau 2e klasse competitie F.
Het competitieniveau en nummer wordt niet vermeld wanneer er slechts één competitie van dit niveau was.
  - Officiële eindstand Eredivisie (getal staat tussen haakjes vermeld)

Sinds de introductie van play-offwedstrijden voor Europees voetbal na afloop van de reguliere competitie in 2005/06, is de KNVB verplicht een eindstand van de Eredivisie door te geven aan de UEFA aan de hand van deze play-offwedstrijden.
Bij deze eindstand staan clubs die zich hebben gekwalificeerd voor Europees voetbal hoger dan clubs die zich niet wisten te kwalificeren. Indien er geen verschil was tussen de eindnotering en de officiële eindstand, staat dit getal niet vermeld.

- Onderafdeling

Hier staat afgekort de naam van de onderafdeling indien de club in dat jaar in een onderafdeling uitkwam. Tevens staat deze afkorting in de legenda en wordt gelinkt naar het artikel over deze onderafdeling. Deze afkorting wordt alleen vermeld wanneer de club in het verleden in verschillende onderafdelingen heeft gespeeld. Deze vermelding is in de staaf altijd in kleine letters. Deze onderafdelingen zijn na het seizoen 1995/96 afgeschaft. Heeft de club in slechts één onderafdeling gespeeld, dan is dit alleen terug te vinden in de legenda.
Onder de staaf staat het jaartal vermeld waarin het seizoen is afgesloten. 15 verwijst naar het seizoen 2014/15 of eventueel het seizoen 1914/15.
Wanneer een staaf leeg is, zijn deze gegevens niet bekend. Het kan ook zijn dat de club dat seizoen niet heeft meegespeeld op het hogere amateurniveau, vroegtijdig de competitie heeft verlaten of uit de competitie is gezet.

In het seizoen 1944/45 was er wegens de Tweede Wereldoorlog geen regulier competitievoetbal.

## Bekende (oud-)Zwervers

### Spelers
- André Hoekstra
- Bart Latuheru
- Antoine van der Linden
- Zépiqueno Redmond
- Rinus Terlouw
- Nick Viergever

### Trainers
- Ron van den Berg (2015-2016)
- Gijs Zwaan (1999–2000)
- Silvio Diliberto (2001–2003)
- Oscar Biesheuvel (2009–2013)
- Jos van Eck (2013)
- Adri van Tiggelen (2017–2018)
- Ben Spork (2018–2020)
- Ton van Bremen (2020–2022)
- Rody van Hemert (2022–2024)
- Marco Jalink (2024–)